# 황금사향고양이
황금사향고양이(Paradoxurus zeylonensis)는 사향고양이과에 속하는 스리랑카 고유종이다. 황금팜시벳(golden palm civet)으로도 불린다. 스리랑카 구릉 지대 서식지의 분포 지역이 심각하게 파편화되어, 서식지 면적이 20,000km2 이하로 줄어들고, 서식지의 질이 악화됨에 따라 국제 자연 보전 연맹(IUCN)이 멸종취약종(VU, vulnerable species)으로 지정했다.

## 특징
황금팜시벳의 상체는 갈색이지만, 각 개체는 짙은 세피아 색부터 황토색, 녹빛 또는 황금빛 갈색 등 다양한 색을 보인다. 털 끝은 종종 광택이 나며, 때로는 회색빛이 난다. 다리는 등과 같은 색조를 띠지만, 꼬리와 얼굴은 가끔 현저히 창백하거나 황갈색빛 회색을 띤다. 얼굴은 일정한 패턴이 없고, 콧털은 우중충한 흰색이다.